# 엘레멘트컴퍼니
㈜엘레멘트컴퍼니(영어: LMNT Company)은 대한민국의 브랜드 전략 및 경험 디자인 전문 기업이다. 기호학적 요소와 인문경영학적 관점을 접목한 브랜딩을 주요 사업으로 한다.

## 상세
엘레멘트컴퍼니는 2017년 서울에 설립되었다. 설립자이자 대표인 최장순은 고려대학교 언어학과를 졸업한 후 브랜딩, 전략기획, 저술 활동 등을 통해 브랜드와 기호학을 융합한 독창적인 방법론을 제시해왔다. 회사명 LMNT는 ‘Element(요소)’와 ‘Meaning(의미)’를 축약한 것으로, 브랜드를 구성하는 핵심 요소를 정의하고 그것을 통해 본질적 가치를 이끌어낸다는 철학을 담고 있다.
LMNT는 ‘브랜드 경험 요소(Brand eXperience Element)’를 기반으로 브랜드 전략을 수립하고, 디자인·공간·영상 등 다각도의 브랜드 경험을 설계하는 브랜드 크리에이티브 파트너다. ‘의미의 행복(Signification Well-being)’을 핵심 가치로 하며, 기업과 소비자의 균형 있는 관계를 위한 전략 수립을 추구한다. 회사의 공식 영문 명칭은 “LMNT®”이며, ‘의미(signification)’를 중심으로 한 브랜드 커뮤니케이션을 강조한다.

## 사업 분야
- 브랜드 리서치 및 평가
- 브랜드 전략 수립
- 브랜드 네이밍 및 메시지 개발
- 브랜드 경험 설계(BX)
- 시각 및 언어 기반 커뮤니케이션 전략
- 공간 기반 브랜딩 및 디자인
- 마케팅 및 운영 컨설팅

## 프로젝트
- 구찌(GUCCI): 고객 여정 분석, 마케팅 방향, 팝업 스토어 전략 및 디자인[3]
- 카시나(Kasina): 브랜드 아이덴티티 전략, 브랜드 경험 디자인
- 빅히트 뮤직(Bighit Music): 아이돌 그룹 브랜드 콘셉트 스토리 및 네이밍
- 카카오 AI 캠퍼스(Kakao AI Campus): 브랜드 경험 전략, 네이밍, 디자인
- 티빙(TVING): 브랜드 리포지셔닝 전략, STP, Verbal/Visual 경험 디자인
- CJ 온스타일(CJ Onstyle): 브랜드 포지셔닝 슬로건 및 스토리, Verbal 경험 디자인
- 롯데면세점(Lotte Duty Free): 브랜드 경험 전략 및 디자인[4]
- 올리브영(Oliveyoung): 브랜드 리포지셔닝 전략
- 마켓컬리(Market Kurly): 브랜드 철학, 아이덴티티 전략
- 크래프톤(Krafton): 글로벌 브랜드 전략(아이덴티티 및 아키텍처), 네이밍, 디자인
- 현대자동차(Hyundai Motors): 브랜드 전략 및 네이밍, R&D 비전 전략, 촬영 등
- LG전자(LG Electronics): GUI 디자인 원칙(철학 기반)
- 엘지유플러스(LG U+): 브랜드 철학, 아이덴티티/ 포트폴리오 전략 및 디자인
- 오드유스(OddYouth): 아이돌 브랜드 경험 디자인

## 업무 협약
- Kasina Union: 대한민국 대표 스트리트 패션 브랜드 카시나(KASINA)의 투자 파트너사로서, 플래튼(슈프라이즈), 오버더피치와 함께 서브컬처 기반의 브랜딩 협업을 전개 중
- NSBM: 라이프스타일 인테리어 기업 NSBM과 공간 중심 브랜딩 프로젝트 공동 수행[5]
- JUNTO: AI 영상 디자인, 전략적 브랜딩에 기반한 영상 기획, 브랜드 미디어 아트, 브랜딩-영상 디자인 통합 서비스 제공[6]